# Johannes Brenner von Löwenstein

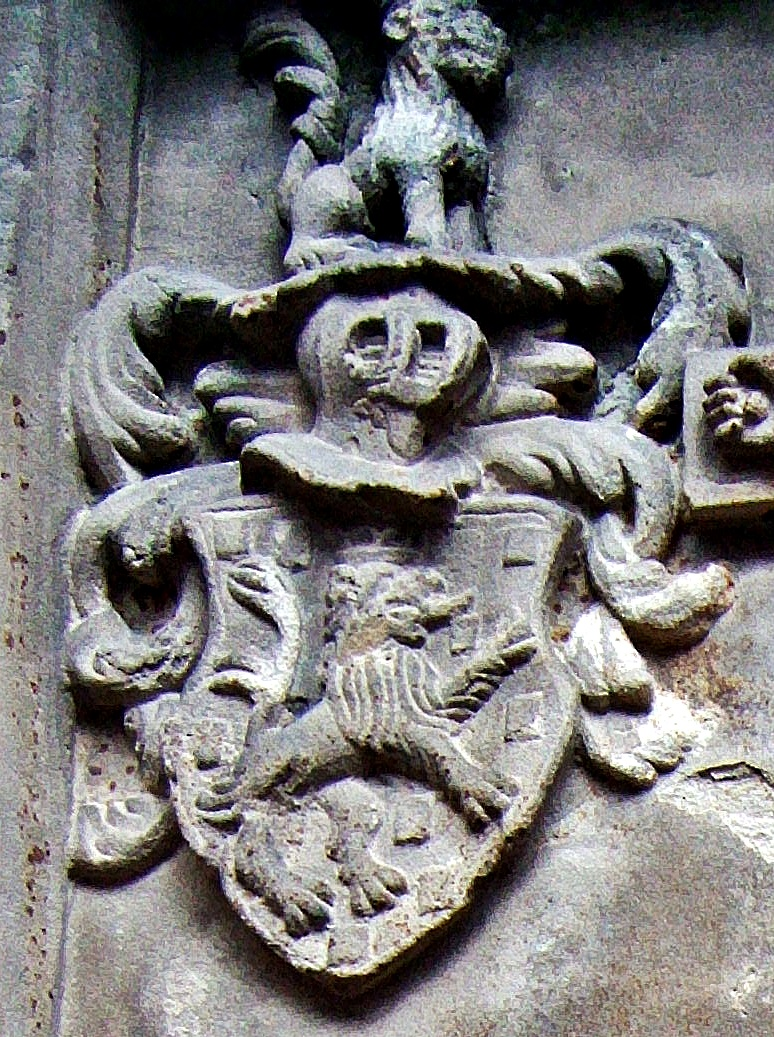
Familienwappen vom Epitaph des Neffen Wilhelm Brenner von Löwenstein, Deidesheim

Johannes Brenner von Löwenstein (* vor 1473; † 14. Februar 1537) war ein deutscher Generalvikar und Domkantor in Speyer, sowie Domherr in Worms und Eichstätt.   

## Herkunft und Familie
Er entstammte dem pfälzischen Ministerialengeschlecht der Brenner von Löwenstein (zuweilen auch Brenner von Lewenstein oder nur Löwenstein bzw. Lewenstein), das seinen  Stammsitz auf Burg Löwenstein bei Niedermoschel hatte. Manchmal trugen sie auch noch den Namenszusatz von Randeck, da sie als Ganerben auf der reichslehnbaren Burg Randeck erscheinen. Es bestand eine Verwandtschaft mit dem Adelsgeschlecht der Herren von Randeck, wobei bisher unklar ist, ob sie gleichen Stammes oder nur verschwägert waren, zumal ihre Wappen völlig unterschiedlich sind. 
Johannes Brenner von Löwenstein wurde geboren als Sohn des Johann Brenner von Löwenstein († 1521), kurpfälzer Burggraf in Alzey und seiner Gattin Apollonia geb. von Heppenheim genannt vom Saal. Die Eltern sind in der katholischen Kirche zu Imsweiler bestattet, wo sich ihr Doppelepitaph erhalten hat. Seine Mutter war eine Schwester des Anton von Heppenheim genannt vom Saal, wodurch Johannes Brenner von Löwenstein der Cousin von dessen Kindern, des Speyerer Domdekans Johannes von Heppenheim genannt vom Saal († 1555) und seiner Schwester, der Rosenthaler Äbtissin Barbara von Heppenheim genannt vom Saal († 1567) ist.

## Leben und Wirken
Brenner von Löwenstein immatrikulierte sich im Sommer 1483 an der Universität Heidelberg und zahlte am 27. März 1499 die Annaten für eine erhaltene Domherrenpfründe in Speyer. Ab 6. November 1501 studierte er an der Universität Mainz, wechselte aber bald an die Universität Trier, wo er bis Sommer 1502 blieb. Von 5. Juli des Jahres bis zum 14. Juli 1503 leistete er in Speyer sein Residenzjahr als Domherr ab, um danach, bis 1504, die Universität Freiburg im Breisgau zu besuchen. Von 1504 bis Dezember 1508 und nochmals von Oktober 1509 bis Oktober 1511 war der Kleriker zu Studien an der Universität Bologna eingeschrieben. Hier erscheint er 1507 als Syndikus, 1511 als Prokurator der Hochschule. Bei der Weihe des Bischofs Philipp von Rosenberg, am 9. Februar 1505 im Speyerer Dom, fungierte er im liturgischen Dienst und brachte Opfergaben zum Altar.
1522 wurde Johannes Brenner von Löwenstein auch Domherr in Worms.
Der Speyerer Bischof Georg von der Pfalz ernannte ihn am 7. Januar 1525, als Nachfolger des Georg von Schwalbach, zu seinem Generalvikar, welches Amt er bis 1532, unter Bischof Philipp von Flersheim ausübte. Am 27. September 1526 wird er urkundlich als Senior des Speyerer Domkapitels genannt, am 15. April 1529 wählte man ihn zum Stiftspropst von St. German in Speyer das damals schon bei  St. Moritz ansässig war. Im Gefolge seiner Bischofswahl trat ihm Philipp von Flersheim im Winter 1529 seine eigene, bisherige Domherrenstelle in  Eichstätt ab, was auf ein enges Verhältnis zwischen beiden schließen lässt. Von 1530 bis 1534 fungierte  Johannes Brenner von Löwenstein zusätzlich als Hauskaplan des Fürstbischofs. Am 30. Juli 1534 wurde er auch Speyerer Domkantor, welche Stelle er bis zu seinem Tod behielt.  
1505, 1506, 1517 und 1525 unternahm der Pfälzer Domherr Wallfahrten nach Rom; auf letzterer fungierte er als Prokurator Philipps von Flersheim. 1512 pilgerte er nach Maria Einsiedeln, 1512 und 1514 hielt er sich zu Kuren in Wiesbaden bzw. Bad Wildbad auf. Von 1509 bis 1523 bekleidete Johannes Brenner von Löwenstein verschiedene innerstiftische Verwaltungsämter (Aufseher über die Scheuern, Leiter der Kellerei etc.), dann verwandte man ihn verstärkt als Deputierten an den kaiserlichen Hof (z. B. nach Ungarn 1528) bzw. auf den Reichstagen (u. a. beim bedeutenden Reichstag zu Augsburg, 1530). Gerhard Fouquet bezeichnet ihn als den zu seiner Zeit „am meisten beschäftigten Diplomaten des Domkapitels“.
Der Domkapitular war botanisch interessiert, hatte einen Garten in Speyer und stand in freundschaftlichem Kontakt mit dem Kräuterkundler Hieronymus Bock († 1554). Ebenso war er bekannt mit dem Humanisten Johannes Bockenrod, dem er historische Unterlagen für seine Bistumschroniken zur Verfügung stellte.
Johannes Brenner von Löwenstein starb 1537 und wurde im (nicht mehr existenten) Kreuzgang  des Speyerer Domes beigesetzt.